# Pigí (ort i Grekland, Epirus, Nomós Ártas)
Pigí är en ort i Grekland.   Den ligger i prefekturen Nomós Ártas och regionen Epirus, i den centrala delen av landet, 260 km nordväst om huvudstaden Aten. Pigí ligger 469 meter över havet och antalet invånare är 126.
Terrängen runt Pigí är kuperad västerut, men österut är den bergig. Runt Pigí är det glesbefolkat, med 11 invånare per kvadratkilometer. Närmaste större samhälle är Voulgaréli, 7,3 km norr om Pigí. I omgivningarna runt Pigí växer i huvudsak blandskog.